# Capnocybe
Capnocybe är ett släkte av svampar. Capnocybe ingår i familjen Metacapnodiaceae, ordningen Capnodiales, klassen Dothideomycetes, divisionen sporsäcksvampar och riket svampar.
|           | Rosaria |
|           | |
|           | Ophiocapnocoma |
|           | |
|           | Capnophialophora |
|           | |
| Capnocybe | \| \| Capnocybe fraserae \| \| \| \| \| \| Capnocybe novae-zelandiae \| \| \| \| \| \| Capnocybe spongiosa \| \| \| \| |
|           | \| \| Capnocybe fraserae \| \| \| \| \| \| Capnocybe novae-zelandiae \| \| \| \| \| \| Capnocybe spongiosa \| \| \| \| |
|           | Capnosporium |
|           | |
|           | Capnobotrys |
|           | |
|           | Hormiokrypsis |
|           | |
|           | Metacapnodium |
|           | |
|           | Capnocybe fraserae |
|           | |
|           | Capnocybe novae-zelandiae                                                                                              |
|           | |
|           | Capnocybe spongiosa |
|           | |

|  | Capnocybe fraserae        |
|  |                           |
|  | Capnocybe novae-zelandiae |
|  |                           |
|  | Capnocybe spongiosa       |
|  |                           |